# Kosacza
Kosacza (bułg. Косача) – wieś w Bułgarii, w obwodzie Pernik, w gminie Kowaczewci. Według danych szacunkowych Ujednoliconego Systemu Ewidencji Ludności oraz Usług Administracyjnych dla Ludności, 15 czerwca 2020 roku miejscowość liczyła 148 mieszkańców.

## Osoby związane z miejscowością

### Urodzeni
- Georgi Ananiew (1950–2021) – bułgarski polityk
- Petyr Milew (1879–1908) – bułgarski rewolucjonista
- Marko Łazarow (1867–1915) – bułgarski rewolucjonista
- Georgi Sołunski (1939) – macedoński aktor